# フリードリッヒ・リスト
フリードリッヒ・リスト（Friedrich List, 1789年8月6日 - 1846年11月30日）は、19世紀のドイツの経済学者。ドイツ歴史学派の泰斗。国民的体系（national system）、国民的改革体系（national innovation system）の諸理論を発展させた。欧州統合の理論的先駆者であり、その思想は欧州経済共同体の礎となった。

## 生涯と活動

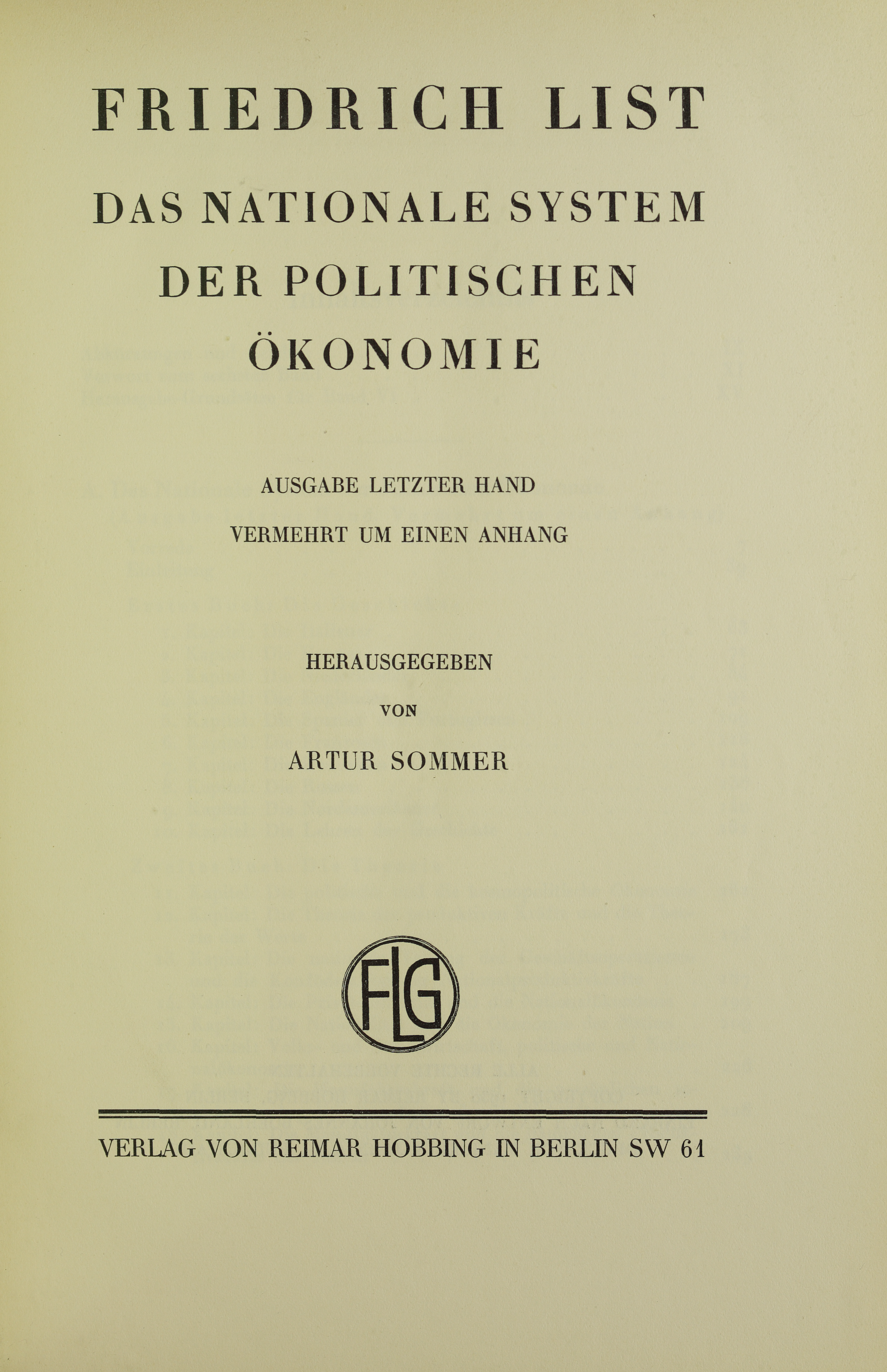
Nationale System der politischen Ökonomie, 1930

ヴュルテンベルクの帝国直属都市ロイトリンゲンの革なめし匠の子として生まれた。14歳の時にラテン語学校を中位の成績で卒業するが、父の職業には適さなかったために、1806年にはブラウボイレンの市役所事務室に書記として勤め、ウルム、シェルクリンゲン、1813年にはテュービンゲンの県庁へ転任した。テュービンゲン大学の講義に出席し、独学を始める。1816年シュトゥットガルトへ移住して、自由主義的な大臣ヴァンゲンハイムに認められ、1817年にはテュービンゲン大学に新しく設立された財政学科「国家政策」の教授に任命された。1819年からドイツ商工業同盟を創立、活動を指導し、そのため1820年5月21日に官職を罷免されている。この年にウィーンを訪問し、かねてからヴュルテンベルク憲法闘争でのリストの活躍に目をつけていたメッテルニヒによる生涯にわたる迫害を引き起こし、翌年にかけて領邦議会にも進出している。現国家制度反対の煽動、政府への侮辱の罪という宣告を受けて亡命し、アルザス・バーデン・スイス・ロンドン・パリと放浪し、1824年に帰郷しホーエンアスペルクに投獄される。翌1825年にアメリカ移住を条件として放免され、以前から同道を勧められていたフランスの名士ラファイエットの忠告にしたがって渡米、6月10日にニューヨークに到着する。
国賓としてアメリカ各地を旅行していたラファイエットと3ヶ月行動をともにし、アメリカ一流の政治家に紹介された。ペンシルベニア州のハリスバーグに農場を手に入れて農業経営のかたわら、主にアメリカの制度・実業・経済事情に研究に従事した。農業には失敗したのでレディングで《Readinger Adler》というドイツ語新聞の編集を引き受け、年俸700フランで政治記事を書く。工業と農業の対立が先鋭にあらわれ、運輸機関が国民生活を急激に変えつつあったアメリカでの経験が後の著作に生かされている。鉱山事業に成功し、故国での名誉ある地位を望んだリストは、1832年夏にアメリカ領事として帰国した。
1833年までロッテック=ヴェルッカーの『国家学辞典』の編集に協力、ライプツィヒ=ドレスデン鉄道の敷設に貢献し、ドイツ鉄道網の完成を奨励した。諸雑誌の創刊、関税同盟の設立、記者としての活動で多忙を極めながら、政治的圧迫と中傷とアメリカでの事業の崩壊に苦しみ、1837年にはパリに旅行する。そこで「保護関税より自由貿易への推移のもっとも合理的な方法について」というパリ学士院の懸賞問題に刺激され、リストの主著『政治経済学の国民的体系Das nationale System der politischen Oekonomie』が書かれ、帰国後の1841年に完成されている。同年、ライン新聞の編集長のポストを提示されるも療養を理由に断る(カール・マルクスが就くことになる)。1844年にハンガリーを訪問し、1846年にロンドンで議会を傍聴している。オーストリアのクフシュタインでピストル自殺を遂げた。
1818年、神学者・詩人ダーフィト・クリストフ・ザイボルトの娘カロリーネ・ザイボルトと結婚し、間に1男3女をもうけた。長女エミーリエ・リストは父の秘書となり、次女エリーゼ・リストは短期間だがソプラノ歌手として活動した。

## その学説
1. 国民国家論
リストは同時代の歴史家アダム・ミュラー（英語版）と「国家は人間が基本的に必要とする一つのものであるのみならず、人間が必要とする至上最高のものである」という見解を共有していた。国家は国民を保護しなければならないだけではなく、国民性のあらわれそのものであった。「全世界をわがものとするも、国民性にして損なわれることあらば何の得るところがあろうか」とリストは書いている。
2. 発展段階論
リストは国民が経過しなければならない発展段階を5つに分けた。原始的未開状態、牧畜状態、農業状態、農工業状態、農工商業状態である。その国民がどの発展段階にいるかによって、国家が果たすべき役割は異なる。諸国民の間には無限の差異があり、どの国家でもそれぞれの使命を持つ。未開国民を文明化し、弱小国民を強大化するのがすべての国家の使命である。
3. 保護貿易論
リストは、かつての重商主義をドイツの情勢に適用し、ドイツを国民として統一し、自由な国民とするためには単なる農業国であってはならず、商業国として独立するためには自国の工業を興さなければならない、と主張する。国際貿易で後進工業国がイギリスに太刀打ちするためには、国家による干渉が必要であるとの結論は、アメリカのアレクサンダー・ハミルトンなどの見解とも一致する。
4. 農業制度論
イギリスは工業のための原始蓄積として、農村から過剰人口が流出するにまかせたが、「ドイツはイギリスのようにはなり得ないし、またそうなってはならない」。そしてそのために国内の零細農業を排し、中産農場主を創出する政策を説く。彼らの存在は社会主義への防壁となり、国家を偉大なものにする保障となるであろう。
5. 政治経済学
「政治経済学」は、国民にそれ自身の使命を自覚させるためにあり、経済状態が推移するにつれて変化しなければならない。経済学は静態的なものではなく、より現実の変化に適合したものへと発展しなければならない。アダム・スミスは自由貿易のために十分成長したイギリスのためにその経済学を考え出したが、それは「国民」「国家」の役割を度外視する「万民経済学」である。ドイツの現在の発展段階に適合した学問ではない。
6. 歴史学派
リストは、歴史が示す実例を用いて国家への警告とする。ある経済政策、国家の行動が妥当かどうかの基準を普遍的な経済理論にではなく、過去の事実に求めるというこの態度は、シュモラーなどのドイツ歴史学派に受け継がれた。

## 評価
中野剛志はフリードリッヒ・リストは『政治経済学の国民的体系』の中で「ネイション」（国民）と「ステイト」（政府）の概念を明確に区別しているとしている。リストの経済学は重商主義と混同され、重商主義と経済ナショナリズムは同一視されるが全く異なるものであるとし、その主眼は利益でも効用でもなく、国民が共有する「文化」であり、物質的要素と文化的要素は相互に関連し、ともに発展できると考えたことであるとしている。
柴山桂太はリストの保護主義のポイントは、
1. 重商主義と保護主義は異なること
2. 保護主義は保護そのものが目的ではなく、国内分業を進め、かつ分業した国民同士の結合を強めていくことが根幹で、それが経済発展につながるということ
3. 保護主義を実践するには気候条件と一定の人口規模が必要であること
4. 保護主義と鎖国は異なり、国内分業といっても自給自足を目指したものではない

としている。
中野は自由貿易も得意な分野に特化し輸出で稼ぐということになると、他人の市場を奪い取るなどの経済的な利益だけを考えているため、ほとんど重商主義に近くなるとしている。このような重商主義のロジックとリストの経済ナショナリズムが決定的に違うのは、富を取りに行くとか、富を交換するといった論点ではなく、富を自分で作り出すにはどうしたらいいかという、生産の創造性について語った点であるとしている。デイビット・リカードをはじめとする標準的な自由貿易の理論は、モノを交換すると効率が良くなるとか、消費者の効用が上がると言っているだけであり、そのモノ自体をどうやって人間が作っていくか、どういう条件があれば生産ができるかという議論が全くなされていないとしている。
経済学者の野口旭は「『幼稚産業保護』論を唱えたフリードリッヒ・リストの貿易思想は、その後の発展途上国の貿易政策に大きな影響を与えた」と指摘している。

## 著作
- 1827年『アメリカ経済学綱要　Outline of American Political economy』
  - 正木一夫訳『アメリカ経済学綱要』未來社（社会科学ゼミナール39）、1966年
- 1837年『政治経済学の国民的体系　Le systèm naturel d'économie politique』
  - 正木一夫訳『政治経済学の国民的体系』勁草書房、1965年
  - 小林昇訳『経済学の国民的体系』岩波書店、1970年
- 1838年『国民的運輸制度　Das nationale Transportsystem』
- 1842年『農地制度論　Die Ackerverfassung,die Zwergwirtschaft und die Auswanderung』
  - 小林昇訳『農地制度論』岩波書店（岩波文庫）、1974年
- 1846年『ドイツ人の政治的・経済的国民統一　Die politisch-konomische Nationaleinheit der Deutschen』

## 脚註
1. ↑  Henderson, William O. Friedrich List: Economist and Visionary. Frank Cass: London, 1983, p. 85.
2. ↑  中野剛志・柴山桂太 『グローバル恐慌の真相』 173-174頁。
3. ↑  中野剛志・柴山桂太 『グローバル恐慌の真相』 178-179頁。
4. ↑  中野剛志・柴山桂太 『グローバル恐慌の真相』 179-180頁。
5. ↑  野口旭 『グローバル経済を学ぶ』 筑摩書房〈ちくま新書〉、2007年、141頁。